# Engeland op het Europees kampioenschap voetbal 2020
Engeland was een van de deelnemende landen aan het Europees kampioenschap voetbal 2020. Het was de tiende deelname voor het land. Gareth Southgate was de bondscoach. Engeland verloor de finale van Italië, en behaalde evenaarden ze hun beste resultaat ooit op een EK.

## Kwalificatie

### Kwalificatieduels
|                                              |                                                           |         |          |                                                                                |
| 22 maart 2019 «onderlinge duels» 19:45 (UTC) | Engeland                                                  | 5 − 0   | Tsjechië | Wembley Stadium, Londen Toeschouwers: 82.575 Scheidsrechter: Artur Soares Dias |
| 22 maart 2019 «onderlinge duels» 19:45 (UTC) | Sterling 24', 62', 68' Kane 45+2' (pen.) Kalas 84' (e.d.) | Verslag |          | Wembley Stadium, Londen Toeschouwers: 82.575 Scheidsrechter: Artur Soares Dias |

|                                                |             |         |                                                  |                                                                                     |
| 25 maart 2019 «onderlinge duels» 20.45 (UTC+1) | Montenegro  | 1 − 5   | Engeland                                         | Pod Goricomstadion, Podgorica Toeschouwers: 8.329 Scheidsrechter: Aleksej Koelbakov |
| 25 maart 2019 «onderlinge duels» 20.45 (UTC+1) | Vešović 17' | Verslag | 30' Keane 39', 59' Barkley 71' Kane 81' Sterling | Pod Goricomstadion, Podgorica Toeschouwers: 8.329 Scheidsrechter: Aleksej Koelbakov |

|                                                   |                                               |         |           |                                                                          |
| 7 september 2019 «onderlinge duels» 17.00 (UTC+1) | Engeland                                      | 4 − 0   | Bulgarije | Wembley Stadium, Londen Toeschouwers: 82.605 Scheidsrechter: Marco Guida |
| 7 september 2019 «onderlinge duels» 17.00 (UTC+1) | Kane 24', 50' (pen.), 73' (pen.) Sterling 55' | Verslag |           | Wembley Stadium, Londen Toeschouwers: 82.605 Scheidsrechter: Marco Guida |

|                                                    |                                                           |         |                                      |                                                                                   |
| 10 september 2019 «onderlinge duels» 19.45 (UTC+1) | Engeland                                                  | 5 − 3   | Kosovo                               | St. Mary's Stadium, Southampton Toeschouwers: 30.155 Scheidsrechter: Felix Zwayer |
| 10 september 2019 «onderlinge duels» 19.45 (UTC+1) | Sterling 8' Kane 19' Vojvoda 38' (e.d.) Sancho 44', 45+1' | Verslag | 1', 49' V. Berisha 55' (pen.) Muriqi | St. Mary's Stadium, Southampton Toeschouwers: 30.155 Scheidsrechter: Felix Zwayer |

|                                                  |                        |         |                |                                                                          |
| 11 oktober 2019 «onderlinge duels» 20.45 (UTC+2) | Tsjechië               | 2 − 1   | Engeland       | Sinobo Stadium, Praag Toeschouwers: 18.651 Scheidsrechter: Damir Skomina |
| 11 oktober 2019 «onderlinge duels» 20.45 (UTC+2) | Brabec 9' Ondrášek 85' | Verslag | 5' (pen.) Kane | Sinobo Stadium, Praag Toeschouwers: 18.651 Scheidsrechter: Damir Skomina |

|                                                  |           |         |                                                           |                                                                                       |
| 14 oktober 2019 «onderlinge duels» 21.45 (UTC+2) | Bulgarije | 0 − 6   | Engeland                                                  | Vasil Levski Nationaal Stadion, Sofia Toeschouwers: 17.481 Scheidsrechter: Ivan Bebek |
| 14 oktober 2019 «onderlinge duels» 21.45 (UTC+2) |           | Verslag | 7' Rashford 20', 32' Barkley 45+3', 69' Sterling 85' Kane | Vasil Levski Nationaal Stadion, Sofia Toeschouwers: 17.481 Scheidsrechter: Ivan Bebek |

|                                                 |                                                                                        |         |            |                                                                                  |
| 14 november 2019 «onderlinge duels» 19.45 (UTC) | Engeland                                                                               | 7 − 0   | Montenegro | Wembley Stadium, Londen Toeschouwers: 77.277 Scheidsrechter: Antonio Mateu Lahoz |
| 14 november 2019 «onderlinge duels» 19.45 (UTC) | Oxlade-Chamberlain 11' Kane 19', 24', 37' Rashford 30' Šofranac 66' (e.d.) Abraham 84' | Verslag |            | Wembley Stadium, Londen Toeschouwers: 77.277 Scheidsrechter: Antonio Mateu Lahoz |

|                                                   |        |         |                                             |                                                                              |
| 17 november 2019 «onderlinge duels» 18.00 (UTC+1) | Kosovo | 0 − 4   | Engeland                                    | Fadil Vokrristadion, Pristina Toeschouwers: 12.326 Scheidsrechter: Paweł Gil |
| 17 november 2019 «onderlinge duels» 18.00 (UTC+1) |        | Verslag | 32' Winks 79' Kane 83' Rashford 90+1' Mount | Fadil Vokrristadion, Pristina Toeschouwers: 12.326 Scheidsrechter: Paweł Gil |

### Eindstand groep A
| Nr. | Land       | GW | W | G | V | DV | DT | DS  | Ptn |
| --- | ---------- | -- | - | - | - | -- | -- | --- | --- |
| 1   | Engeland   | 8  | 7 | 0 | 1 | 37 | 6  | +31 | 21  |
| 2   | Tsjechië   | 8  | 5 | 0 | 3 | 13 | 11 | +2  | 15  |
| 3   | Kosovo     | 8  | 3 | 2 | 3 | 13 | 16 | -3  | 11  |
| 4   | Bulgarije  | 8  | 1 | 3 | 4 | 6  | 17 | -11 | 6   |
| 5   | Montenegro | 8  | 0 | 3 | 5 | 3  | 22 | -19 | 3   |

## EK-voorbereiding

### Wedstrijden
|                                              |          |       |            |                                                                                  |
| 2 juni 2021 «onderlinge duels» 20.00 (UTC+1) | Engeland | 1 – 0 | Oostenrijk | Riverside Stadium, Middlesbrough Toeschouwers: 0 Scheidsrechter: Lawrence Visser |
| 2 juni 2021 «onderlinge duels» 20.00 (UTC+1) | Saka 56' |       |            | Riverside Stadium, Middlesbrough Toeschouwers: 0 Scheidsrechter: Lawrence Visser |

|                                              |                     |       |          |                                                                |
| 6 juni 2021 «onderlinge duels» 17.00 (UTC+1) | Engeland            | 1 – 0 | Roemenië | Riverside Stadium, Middlesbrough Scheidsrechter: Tiago Martins |
| 6 juni 2021 «onderlinge duels» 17.00 (UTC+1) | Rashford 68' (pen.) |       |          | Riverside Stadium, Middlesbrough Scheidsrechter: Tiago Martins |

## Het Europees kampioenschap
De loting vond plaats op 30 november 2019 in Boekarest. Engeland werd ondergebracht in groep D, samen met Kroatië, Schotland en Tsjechië.

### Uitrustingen
Sportmerk: Nike
| Thuis | Uit | Doelman |

### Selectie en statistieken
| Nr. | Naam                  | Geboortedatum | GW |   |   |   |   |   |   | Club                    | Positie(s) |
| --- | --------------------- | ------------- | -- | - | - | - | - | - | - | ----------------------- | ---------- |
| 1   | Jordan Pickford       | 07-03-1994    | 7  | 0 | 0 | 0 | 0 | 0 | 0 | Everton FC              | GK         |
| 2   | Kyle Walker           | 28-05-1990    | 6  | 0 | 0 | 0 | 0 | 0 | 1 | Manchester City         | RB         |
| 3   | Luke Shaw             | 12-07-1995    | 6  | 1 | 0 | 0 | 0 | 0 | 1 | Manchester United       | LB         |
| 4   | Declan Rice           | 14-01-1999    | 7  | 0 | 1 | 0 | 0 | 0 | 5 | West Ham United         | DM, CB     |
| 5   | John Stones           | 28-05-1994    | 7  | 0 | 0 | 0 | 0 | 0 | 1 | Manchester City         | CB, RB     |
| 6   | Harry Maguire         | 05-03-1993    | 5  | 1 | 3 | 0 | 0 | 0 | 0 | Manchester United       | CB         |
| 7   | Jack Grealish         | 10-09-1995    | 5  | 0 | 0 | 0 | 0 | 3 | 2 | Aston Villa             | AM, LW     |
| 8   | Jordan Henderson      | 17-06-1990    | 5  | 1 | 0 | 0 | 0 | 4 | 1 | Liverpool FC            | CM, RM     |
| 9   | Harry Kane            | 28-07-1993    | 7  | 4 | 0 | 0 | 0 | 0 | 3 | Tottenham Hotspur       | CF         |
| 10  | Raheem Sterling       | 08-12-1994    | 7  | 3 | 0 | 0 | 0 | 0 | 3 | Manchester City         | LW, RW, AM |
| 11  | Marcus Rashford       | 31-10-1997    | 5  | 0 | 0 | 0 | 0 | 5 | 0 | Manchester United       | CF         |
| 12  | Kieran Trippier       | 19-09-1990    | 5  | 0 | 0 | 0 | 0 | 2 | 1 | Atlético Madrid         | RB         |
| 13  | Aaron Ramsdale        | 14-05-1998    | 0  | 0 | 0 | 0 | 0 | 0 | 0 | Sheffield United        | GK         |
| 14  | Kalvin Phillips       | 02-12-1995    | 7  | 0 | 1 | 0 | 0 | 0 | 1 | Leeds United            | DM         |
| 15  | Tyrone Mings          | 13-03-1993    | 3  | 0 | 0 | 0 | 0 | 1 | 0 | Aston Villa             | CB         |
| 16  | Conor Coady           | 25-02-1993    | 0  | 0 | 0 | 0 | 0 | 0 | 0 | Wolverhampton Wanderers | CB         |
| 17  | Jadon Sancho          | 25-03-2000    | 3  | 0 | 0 | 0 | 0 | 2 | 0 | Borussia Dortmund       | RW         |
| 18  | Dominic Calvert-Lewin | 16-03-1997    | 2  | 0 | 0 | 0 | 0 | 2 | 0 | Everton FC              | CF         |
| 19  | Mason Mount           | 10-01-1999    | 5  | 0 | 0 | 0 | 0 | 0 | 2 | Chelsea FC              | AM, CM     |
| 20  | Phil Foden            | 28-05-2000    | 3  | 0 | 1 | 0 | 0 | 1 | 2 | Manchester City         | AM         |
| 21  | Ben Chilwell          | 21-12-1996    | 0  | 0 | 0 | 0 | 0 | 0 | 0 | Chelsea FC              | LB         |
| 22  | Ben White             | 08-10-1997    | 0  | 0 | 0 | 0 | 0 | 0 | 0 | Brighton & Hove Albion  | CB         |
| 23  | Sam Johnstone         | 25-03-1993    | 0  | 0 | 0 | 0 | 0 | 0 | 0 | West Bromwich Albion    | GK         |
| 24  | Reece James           | 08-12-1999    | 1  | 0 | 0 | 0 | 0 | 0 | 0 | Chelsea FC              | RB         |
| 25  | Bukayo Saka           | 05-09-2001    | 4  | 0 | 0 | 0 | 0 | 1 | 3 | Arsenal FC              | LW, LB     |
| 26  | Jude Bellingham       | 29-06-2003    | 3  | 0 | 0 | 0 | 0 | 3 | 0 | Borussia Dortmund       | CM         |

### Wedstrijden
| Nr. | Land      | GW | W | G | V | DV | DT | DS | Ptn |
| --- | --------- | -- | - | - | - | -- | -- | -- | --- |
| 1   | Engeland  | 3  | 2 | 1 | 0 | 2  | 0  | +2 | 7   |
| 2   | Kroatië   | 3  | 1 | 1 | 1 | 4  | 3  | +1 | 4   |
| 3   | Tsjechië  | 3  | 1 | 1 | 1 | 3  | 2  | +1 | 4   |
| 4   | Schotland | 3  | 0 | 1 | 2 | 1  | 5  | -4 | 1   |

#### Groepsfase
|                                               |              |         |         |                                                                             |
| 13 juni 2021 «onderlinge duels» 14:00 (UTC+1) | Engeland     | 1 – 0   | Kroatië | Wembley Stadium, Londen Toeschouwers: 18.497 Scheidsrechter: Daniele Orsato |
| 13 juni 2021 «onderlinge duels» 14:00 (UTC+1) | Sterling 57' | Verslag |         | Wembley Stadium, Londen Toeschouwers: 18.497 Scheidsrechter: Daniele Orsato |

|                                               |          |       |           |                                                                                  |
| 18 juni 2021 «onderlinge duels» 20:00 (UTC+1) | Engeland | 0 – 0 | Schotland | Wembley Stadium, Londen Toeschouwers: 20.306 Scheidsrechter: Antonio Mateu Lahoz |
| 18 juni 2021 «onderlinge duels» 20:00 (UTC+1) |          |       |           | Wembley Stadium, Londen Toeschouwers: 20.306 Scheidsrechter: Antonio Mateu Lahoz |

|                                               |          |              |          |                                                                                |
| 22 juni 2021 «onderlinge duels» 20:00 (UTC+1) | Tsjechië | 0 – 1        | Engeland | Wembley Stadium, Londen Toeschouwers: 19.104 Scheidsrechter: Artur Soares Dias |
| 22 juni 2021 «onderlinge duels» 20:00 (UTC+1) |          | 12' Sterling |          | Wembley Stadium, Londen Toeschouwers: 19.104 Scheidsrechter: Artur Soares Dias |

#### Achtste finale
|                                               |                       |       |           |                                                                             |
| 29 juni 2021 «onderlinge duels» 17:00 (UTC+1) | Engeland              | 2 – 0 | Duitsland | Wembley Stadium, Londen Toeschouwers: 41.973 Scheidsrechter: Danny Makkelie |
| 29 juni 2021 «onderlinge duels» 17:00 (UTC+1) | Sterling 75' Kane 86' |       |           | Wembley Stadium, Londen Toeschouwers: 41.973 Scheidsrechter: Danny Makkelie |

#### Kwartfinale
|                                              |          |                                           |          |                                                                        |
| 3 juli 2021 «onderlinge duels» 21:00 (UTC+2) | Oekraïne | 0 – 4                                     | Engeland | Stadio Olimpico, Rome Toeschouwers: 11.880 Scheidsrechter: Felix Brych |
| 3 juli 2021 «onderlinge duels» 21:00 (UTC+2) |          | 4', 50' Kane 46' Maguire 63' J. Henderson |          | Stadio Olimpico, Rome Toeschouwers: 11.880 Scheidsrechter: Felix Brych |

#### Halve finale
|                                              |                           |              |               |                                                                             |
| 7 juli 2021 «onderlinge duels» 20:00 (UTC+1) | Engeland                  | 2 – 1 (n.v.) | Denemarken    | Wembley Stadium, Londen Toeschouwers: 64.950 Scheidsrechter: Danny Makkelie |
| 7 juli 2021 «onderlinge duels» 20:00 (UTC+1) | Kjær 39' (e.d.) Kane 104' |              | 30' Damsgaard | Wembley Stadium, Londen Toeschouwers: 64.950 Scheidsrechter: Danny Makkelie |

#### Finale
|                                               |                                               |              |                                   |                                                                            |
| 11 juli 2021 «onderlinge duels» 20:00 (UTC+1) | Italië                                        | 1 – 1 (n.v.) | Engeland                          | Wembley Stadium, Londen Toeschouwers: 67.173 Scheidsrechter: Björn Kuipers |
| 11 juli 2021 «onderlinge duels» 20:00 (UTC+1) | Bonucci 67'                                   |              | 2' Shaw                           | Wembley Stadium, Londen Toeschouwers: 67.173 Scheidsrechter: Björn Kuipers |
| 11 juli 2021 «onderlinge duels» 20:00 (UTC+1) | Strafschoppen                                 |              |                                   | Wembley Stadium, Londen Toeschouwers: 67.173 Scheidsrechter: Björn Kuipers |
| 11 juli 2021 «onderlinge duels» 20:00 (UTC+1) | Berardi Belotti Bonucci Bernardeschi Jorginho | 3 – 2        | Kane Maguire Rashford Sancho Saka | Wembley Stadium, Londen Toeschouwers: 67.173 Scheidsrechter: Björn Kuipers |

FA · A-internationals · Selecties · Bondscoaches · Engels vrouwenelftal · Brits olympisch elftal · Engeland -21 · Engeland -20 · Engeland -19 · Engeland -18 · Engeland -17 · Engeland -16 · Vrouwen -17
1872 – 1899 ·
1900 – 1919 ·
1920 – 1929 ·
1930 – 1939 ·
1940 – 1949 ·
1950 – 1959 ·
1960 – 1969 ·
1970 – 1979 ·
1980 – 1989 ·
1990 – 1999 ·
2000 – 2009 ·
2010 – 2019 ·
2020 − 2029
EK's: 1968 ·
1980 ·
1988 ·
1992 ·
1996 ·
2000 ·
2004 ·
2012 · 
2016 · 
2020 · 
2024
WK's: 1950 ·
1954 ·
1958 ·
1962 ·
1966 ·
1970 ·
1982 ·
1986 ·
1990 ·
1998 ·
2002 ·
2006 ·
2010 ·
2014 ·
2018 · 
2022
Albanië ·
Algerije ·
Andorra ·
Argentinië ·
Australië ·
Azerbeidzjan ·
België ·
Bosnië en Herzegovina ·
Brazilië ·
Bulgarije ·
Canada ·
Chili ·
China ·
Colombia ·
Costa Rica ·
Cyprus ·
Denemarken ·
DDR · 
Duitsland ·
Ecuador ·
Egypte ·
Estland ·
Finland ·
Frankrijk ·
Georgië ·
Ghana ·
GOS ·
Griekenland ·
Honduras ·
Hongarije ·
Ierland ·
IJsland · 
Iran ·
Israël ·
Italië ·
Ivoorkust ·
Jamaica ·
Japan ·
Joegoslavië ·
Kameroen ·
Kazachstan ·
Koeweit ·
Kosovo ·
Kroatië ·
Liechtenstein ·
Litouwen ·
Luxemburg ·
Maleisië ·
Malta ·
Marokko ·
Mexico ·
Moldavië ·
Montenegro ·
Nederland ·
Nieuw-Zeeland ·
Nigeria ·
Noord-Ierland ·
Noord-Macedonië ·
Noorwegen ·
Oekraïne ·
Oostenrijk ·
Panama · 
Paraguay ·
Peru · 
Polen ·
Portugal ·
Roemenië ·
Rusland ·
San Marino · 
Saoedi-Arabië ·
Schotland ·
Senegal ·
Servië ·
Servië en Montenegro · 
Slovenië ·
Slowakije ·
Sovjet-Unie ·
Spanje ·
Trinidad en Tobago ·
Tsjechië ·
Tsjecho-Slowakije ·
Tunesië ·
Turkije ·
Uruguay ·
Verenigde Staten ·
Wales ·
Wit-Rusland ·
Zuid-Afrika ·
Zuid-Korea ·
Zweden ·
Zwitserland
Algerije (2010) · 
Argentinië (1986) · 
Argentinië (1998) · 
Argentinië (2002) · 
België (1990) · 
België (2018, 1) · 
België (2018, 2) · 
Brazilië (2002) · 
Colombia (1998) ·
Colombia (2018) ·
Costa Rica (2014) ·
Denemarken (2002) ·
Denemarken (2021) · 
Duitsland (2000) ·
Duitsland (2010) ·
Duitsland (2021) ·
Ecuador (2006) ·
Egypte (1990) ·
Frankrijk (1982) ·
Frankrijk (2012) ·
Frankrijk (2022) ·
Ierland (1990) · 
IJsland (2016) ·
Italië (1990) · 
Italië (2012) · 
Italië (2014) · 
Italië (2021) · 
Kameroen (1990) · 
Koeweit (1982) · 
Kroatië (2018) ·
Kroatië (2021) · 
Marokko (1986) · 
Nederland (1990) · 
Nigeria (2002) · 
Oekraïne (2012) · 
Oekraïne (2021) ·
Panama (2018) · 
Paraguay (1986) · 
Paraguay (2006) · 
Polen (1986) · 
Portugal (1986) · 
Portugal (2000) · 
Portugal (2006) · 
Roemenië (1998) ·
Roemenië (2000) ·
Rusland (2016) ·
Schotland (2021) ·
Senegal (2022) ·
Slovenië (2010) ·
Slowakije (2016) ·
Spanje (1982) ·
Spanje (2024) ·
Trinidad en Tobago (2006) ·
Tsjechië (2021) ·
Tsjecho-Slowakije (1982) ·
Tunesië (1998) ·
Tunesië (2018) ·
Uruguay (2014) ·
Verenigde Staten (2010) ·
Wales (2016) · 
West-Duitsland (1966) ·
West-Duitsland (1982) ·
West-Duitsland (1990) ·
Zweden (2002) ·
Zweden (2006) · 
Zweden (2012)
1 Pickford ·
2 Walker ·
3 Shaw ·
4 Rice ·
5 Stones ·
6 Maguire ·
7 Grealish ·
8 J. Henderson ·
9 Kane  ·
10 Sterling ·
11 Rashford ·
12 Trippier ·
13 D. Henderson ·
13 Ramsdale ·
14 Phillips ·
15 Mings ·
16 Coady ·
17 Sancho ·
18 Calvert-Lewin ·
19 Mount ·
20 Foden ·
21 Chilwell ·
22 White ·
23 Johnstone ·
24 James ·
25 Saka ·
26 Bellingham ·
Coach: Southgate